# Halimium halimifolium
Halimium halimifolium là một loài thực vật có hoa trong họ Nham mân khôi. Loài này được (L.) Willk. mô tả khoa học đầu tiên năm 1878.

## Hình ảnh

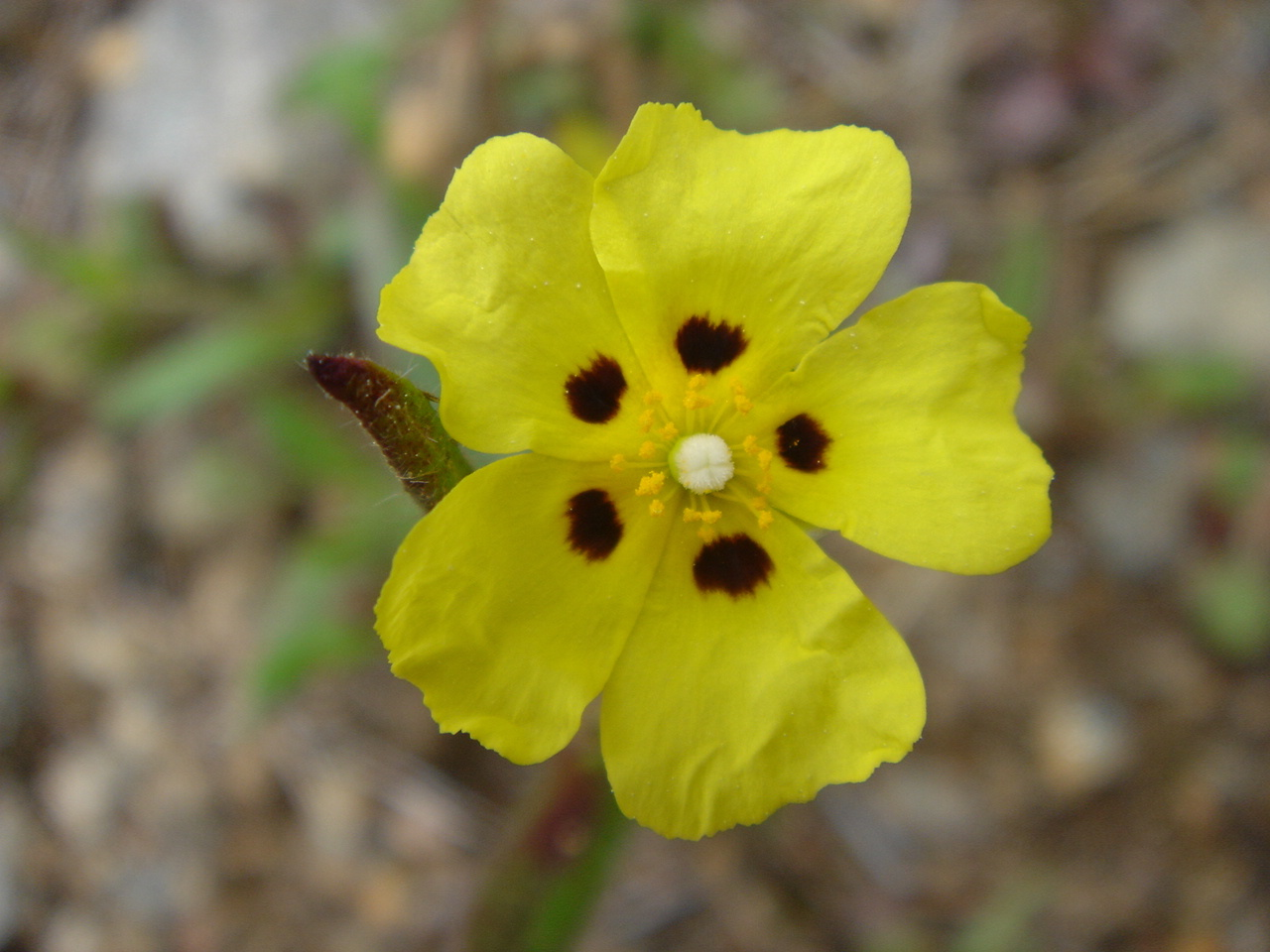
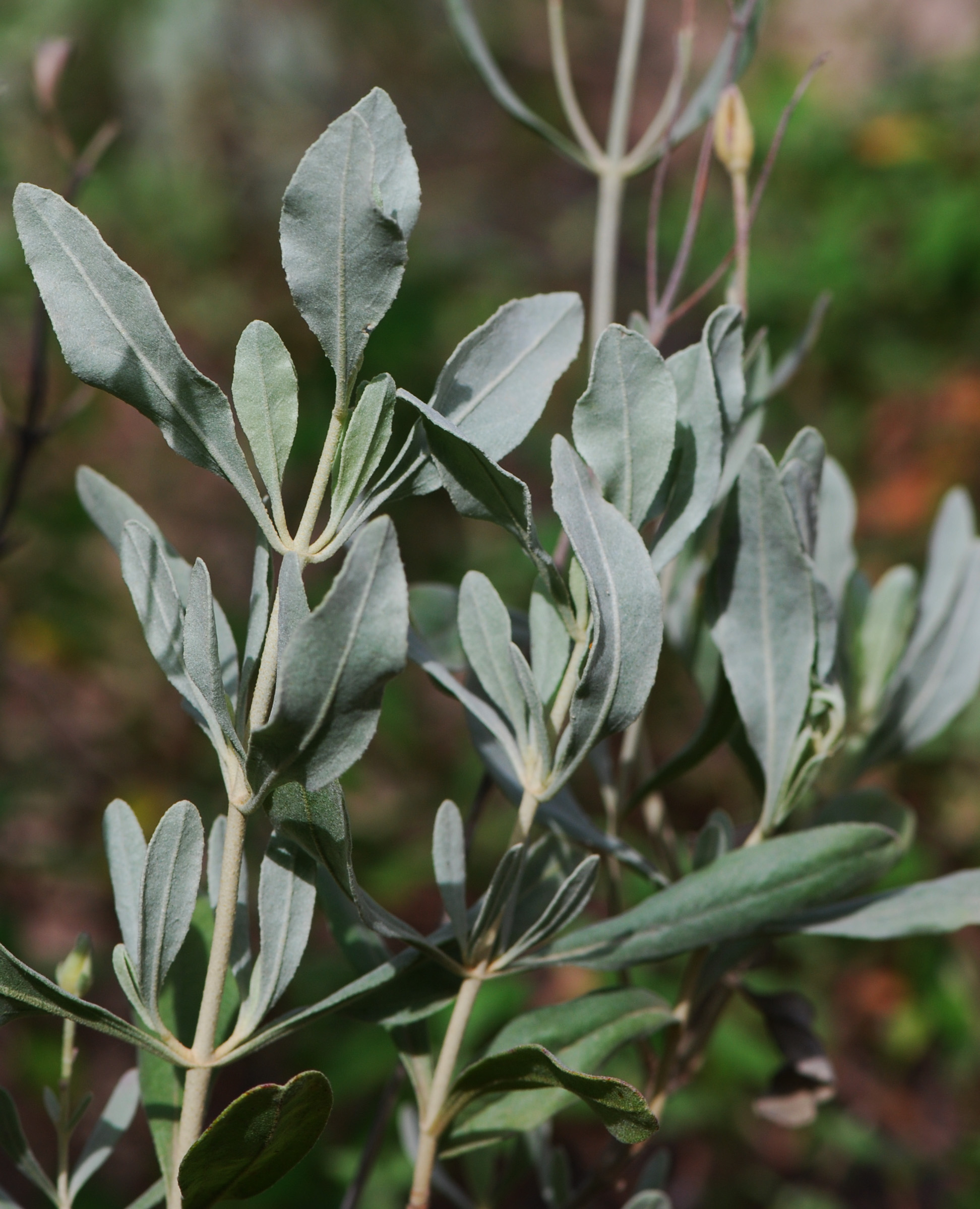
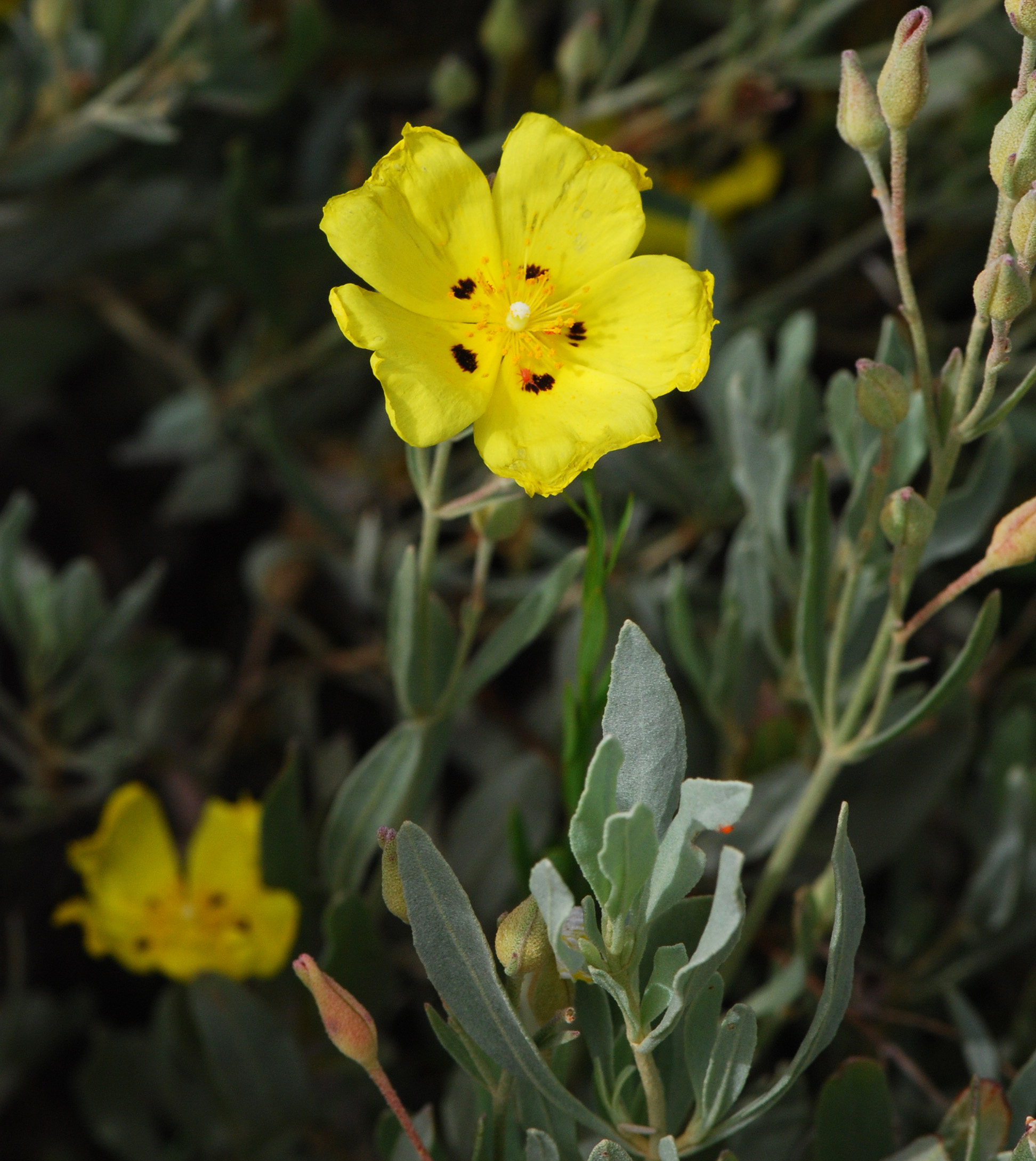
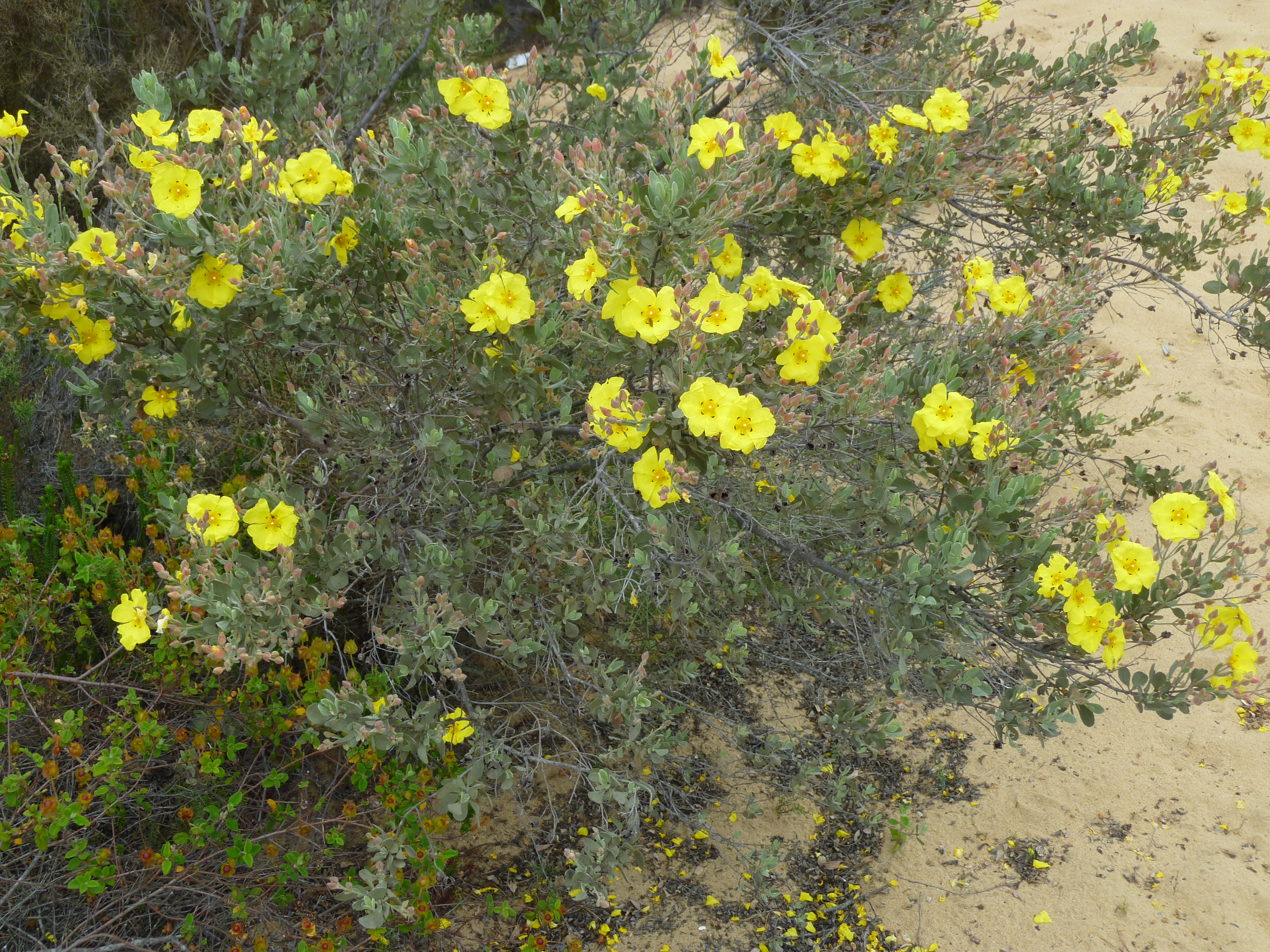